# Cinemadois
Cinemadois foi uma rubrica de exibição de cinema que existiu na RTP2, onde foram exibidos os mais célebres filmes da história da 7ª Arte.

## Filmes Exibidos no Cinemadois
Os filmes que foram estreados em televisão na "Cinemadois" foram dos mais variados tipos e os que mais fizeram sucesso na televisão, como demonstra a lista dos seguintes exemplos que apresentamos de filmes que foram estreados, exibidos ou reexibidos na rubrica "Cinemadois":

### 1988
| Dia de exibição        | Titulo do filme e ano         | País de origem    | Elenco principal                                               | Tempo de exibição    |
| ---------------------- | ----------------------------- | ----------------- | -------------------------------------------------------------- | -------------------- |
| 2 de fevereiro de 1988 | Karl May (1974)               | Alemanha          | Helmut Käutner, Kristina Söderbaum, Käthe Gold                 | 3 horas e 10 minutos |
| 8 de março de 1988     | O Prado (1979)                | Itália            | Michele Placido, Saverio Marconi, Isabella Rossellini          | 2 horas              |
| 15 de março de 1988    | O Território do Doutor (1988) | França · Portugal | Paul McIsaac, Vincent Gallo, Ruy Furtado                       | 1 hora e 40 minutos  |
| 22 de março de 1988    | Masculino Feminino (1966)     | França · Suécia   | Jean-Pierre Léaud, Chantal Goya, Marlène Jobert, Michel Debord | 1 hora e 50 minutos  |
| 29 de março de 1988    | A Mulher do Aviador (1981)    | França            | Phillippe Marlaud, Marie Rivière, Anne-Laure Meury             | 1 hora e 50 minutos  |
| 5 de abril de 1988     | Repórter X (1987)             | Portugal          | Joaquim de Almeida, Paula Guedes, Jorge Silva Melo             | 1 hora e 50 minutos  |

### 1989
| Dia de exibição       | Titulo do filme e ano           | País de origem  | Elenco principal                                                                                                  | Tempo de exibição    |
| --------------------- | ------------------------------- | --------------- | --- | -------------------- |
| 3 de janeiro de 1989  | A Noite de Varennes (1982)      | França · Itália | Jean-Louis Barrault, Marcello Mastroianni, Hanna Schygulla, Michel Piccoli, Harvey Keitel, Jean-Louis Trintignant | 2 horas e 35 minutos |
| 10 de janeiro de 1989 | O Manuscrito de Saragoça (1964) | Polónia         | Zbigniew Cybulski, Kazimierz Opaliński, Iga Cembrzyńska, Joanna Jędryka                                           | 2 horas e 5 minutos  |
| 17 de janeiro de 1989 | O Marinheiro 512 (1984)         | França          | Zbigniew Cybulski, Kazimierz Opaliński, Iga Cembrzyńska, Joanna Jędryka                                           | 2 horas e 5 minutos  |
| 24 de janeiro de 1989 | Cinco Noites (1979)             | União Soviética | Stanislav Lyubshin, Lyudmila Gurchenko                                                                            | 1 hora e 50 minutos  |

### 1992
| Dia de exibição         | Titulo do filme e ano         | País de origem | Elenco principal           | Tempo de exibição |
| ----------------------- | ----------------------------- | -------------- | -------------------------- | ----------------- |
| 19 de fevereiro de 1992 | O Império dos Sentidos (1976) | Japão · França | Tatsuya Fuji, Eiko Matsuda | 2 horas           |

## Ligações Externas
- Diário de Lisboa, Fundação Mário Soares.
- Rádio e Televisão de Portugal
- Revista "Rádio e Televisão"
- Comarca de Arganil